# Matthias Friedemann
Matthias Friedemann, né le 17 août 1984 à Rochlitz, est un coureur cycliste allemand.

## Biographie
Il a remporté deux succès sur le circuit UCI.

## Palmarès
- 2007
  - 2e du Grand Prix de la ville de Zottegem
- 2008
  - 4e étape du Tour de Cuba
  - 3e du Grand Prix de Lillers-Souvenir Bruno Comini
- 2009
  - 1re étape de la Course de Solidarność et des champions olympiques
  - 1re, 3e, 4e (contre-la-montre) et 5e étapes du Tour de Vysočina
  - 2e du Tour de Vysočina
  - 3e du Tour de Sebnitz
- 2010
  - 2e du Tour du Sachsenring

## Classements mondiaux
| Année            | 2006 | 2007 | 2008 | 2009 | 2010 | 2011 | 2012 | 2013 |
| ---------------- | ---- | ---- | ---- | ---- | ---- | ---- | ---- | ---- |
| UCI America Tour |      |      | 232e |      |      | 170e | 184e | 201e |
| UCI Europe Tour  | 658e | 204e | 418e | 200e |      |      | 998e | 673e |